# Universitätssportverein Halle
Der Universitätssportverein Halle (USV Halle) ist mit etwa 3000 Mitgliedern ein Großsportverein aus Halle (Saale). Der USV Halle setzt die langjährigen Traditionen der HSG Wissenschaft Halle als sein Nachfolger fort.
Hauptaufgabe ist die Erhaltung eines breiten Angebotes zum Sporttreiben für Studierende, Angestellte und Wissenschaftler der Martin-Luther-Universität Halle sowie weiterer Sportinteressenten aus Halle und seinem Umland.
Dafür stehen 22 Wettkampf- und Breitensportarten sowie attraktive Kurse zur Verfügung. Im Bereich Rehabilitations- und Behindertensport mit mehr als 600 Mitgliedern hat der USV Halle im Vergleich mit anderen Sportvereinen eine herausragende Bedeutung.

## Geschichte
Der Verein wurde am 1. April 1949 als Hochschulsportgemeinschaft „Geschwister-Scholl“ gegründet und als HSG Wissenschaft Halle bezeichnet. Es entstanden 13 Sektionen mit 850 Mitgliedern. Im Jahr 1952 gründete der Deutsche Sportausschuss der DDR verschiedene Sportvereinigungen, darunter auch die „SV Wissenschaft“, die mit 1000 Mitgliedern bald mit zu den größten Sportvereinigungen zählte.
Am 1. Oktober 1954 wurden im Zuge der Sportklubgründungen die 10 leistungsstärksten Sektionen der HSG Wissenschaft Halle mit etwa 950 Sportlerinnen und Sportlern in den SC Wissenschaft Halle delegiert. Später entstand aus der SC Wissenschaft Halle der Sportclub Chemie Halle bzw. der heutige SV Halle. In der HSG Wissenschaft Halle verblieben etwa 800 Mitglieder. Mit der Hochschulreform 1951 wurde der „Pflichtsport“ für Studierende der ersten drei Studienjahre eingeführt. Die HSG Wissenschaft wurde in die Organisation mit eingebunden. Somit gelang der Neuaufbau mit 19 Sektionen.
In den Jahren 1958–1968 wurde die HSG Wissenschaft in enger Zusammenarbeit mit den Hochschulsportlehrern der Martin-Luther-Universität Halle so gestärkt, dass sie mit 1500 Mitgliedern zu einer der größten Sportgemeinschaften im damaligen Bezirk Halle werden konnte. Besonders bei der Entwicklung des Breitensports hatte der Verein durch Gründung von „Volkssportgruppen“ großen Anteil.
Obwohl in den Folgejahren die Vereinsentwicklung wesentlich durch ungenügende materielle Grundlagen für die Sportausübung bzw. desolater Sportanlagen beeinflusst war, konnte durch eine Vielzahl von Initiativen und Anstrengungen ein Sportangebot erhalten und erweitert werden, wie das im Rahmen der Strukturen des DDR-Sports möglich war. 1985 gehörten dem Verein mehr als 5000 Mitglieder an.
Nach der Wende erfolgte im Jahr 1990 eine Umgestaltung des Vereins nach dem Vorbild der Sportorganisation des Deutschen Sportbundes (DSB). In der Folge wurde am 28. Juni 1990 der Verein als Universitätssportverein Halle e. V. (USV Halle) registriert.
Eine der anspruchsvollsten Herausforderungen in der Entwicklung des USV Halle war die Zielsetzung, durch die Bildung von Vereinseigentum erstmals eine eigene Sportstätte zu schaffen. Am 3. April 2009 konnte anlässlich des 60-jährigen Vereinsjubiläums das Sport- und Gesundheitszentrum (SGZ) des USV Halle eingeweiht werden.

## Sektionen
- American Football
- Basketball
- Bowling
- Flossenschwimmen
- Floorball (Unihockey)
- Fußball
- Gesundheit und Fitness
- Gym-Welt
- Rudern
- Handball
- Hockey
- Lacrosse
- Leichtathletik
- Reha- und Behindertensport
- Rugby
- Schach
- Schwimmen
- Skisport
- Tennis
- Triathlon
- Ultimate Frisbee
- Volleyball